# Isocyanurate de triméthyle
L'isocyanurate de triméthyle est un composé organique de formule brute C6H9N3O3. C'est le dérivé triméthylé de l'acide isocyanurique qui peut être synthétisé par trimérisation de cyanate de méthyle ou d'isocyanate de méthyle.
L'isocyanurate de triméthyle ne réagit pas rapidement avec l'air et l'eau et y semble stable.

## Structure
L'isocyanurate de triméthyle cristallise  dans une phase monoclinique, de groupe d'espace P21/a, no  14, déterminée deux fois avec a = 0,813710(10) nm, b = 1,33941(2) nm, c = 1,48269(2) nm, α = 90.00°, β =100.89(2)°, γ = 90.00° et a = 0,8142(1) nm, b = 1,3393(1) nm, c = 1,4822(1) nm, α = 90°, β = 100.88(7)°, γ = 90°.

## Propriété
Les isocyanates et thioisocyanates, comme l'isocyanurate de triméthyle peuvent réagir avec toute sorte de composés chimiques, de façon exothermique et en libérant des gaz toxiques. L'isocyanurate de triméthyle réagit avec les amines, aldéhydes, alcools, phénols, cétones, thiols, hydrures, peroxydes et métaux alcalins en produisant un grand dégagement de chaleur. Les acides et les bases produisent des réactions de polymérisation. Ainsi l'isocyanurate de triméthyle par réaction de condensation avec un diol comme l'éthylène glycol forme des polyuréthanes.